# Jelly Roll
Jelly Roll, pseudonimo di Jason Bradley DeFord (Nashville, 4 dicembre 1984), è un cantautore e rapper statunitense.

## Biografia
È nato nel 1984 in un sobborgo di Nashville, in Tennessee.
La sua carriera è iniziata nel mondo dell'hip hop nel 2003, anno in cui ha iniziato a vendere mixtape. 
Nel 2010 ha collaborato con Lil Wyte per il brano Pop Another Pill. Questa canzone ha portato all'album Year Round del gruppo SNO, di cui faceva parte. Tra il 2004 ed il 2011 ha pubblicato numerosi album solisti indipendenti e mixtape.
Dopo essere passato alla musica country, nel settembre 2021 ha pubblicato il suo primo album per una major, vale a dire Ballads of the Broken; mentre nel novembre 2021 ha fatto il suo debutto nel Grand Ole Opry. Il suo primo singolo discografico di musica country è stato Son of a Sinner, pubblicato nel marzo 2022.
Nel dicembre 2022 pubblica il singolo Need a Favor. Nell'edizione 2023 dei CMT Music Awards ha ottenuto tre premi, ossia "Male Video of the Year", "Male Breakthrough Video of the Year" e "CMT Digital-First Performance of the Year", tutti relativi al brano Need a Favor.
Nel giugno 2023 pubblica l'album Whitsitt Chapel, con cui riesce a raggiungere la posizione numero 3 della classifica Billboard 200.

## Discografia

### Album in studio
- 2011 - Year Round (con Lil Wyte & BPZ)
- 2011 - Strictly Business (con Haystak)
- 2012 - The Big Sal Story
- 2013 - No Filter (con Lil Wyte)
- 2013 - Business As Usual (con Haystak)
- 2016 - Sobriety Sucks
- 2016 - No Filter 2 (con Lil Wyte)
- 2017 - Addiction Kills
- 2017 - Waylon & Willie (con Struggle Jennings)
- 2018 - Waylon & Willie II (con Struggle Jennings)
- 2018 - Waylon & Willie III (con Struggle Jennings)
- 2018 - Goodnight Nashville
- 2019 - Whiskey Sessions II
- 2020 - A Beautiful Disaster
- 2020 - Self Medicated
- 2020 - Waylon & Willie IV (con Struggle Jennings)
- 2021 - Ballads of the Broken
- 2023 - Whitsitt Chapel

## Filmografia

### Televisione
- Tulsa King - serie TV, episodio 2x02 (2024) - nel ruolo di sé stesso